# حسینیه سرای نو
حسینیه سرای نو مربوط به دوره قاجار است و در نائین، محله سرای نو واقع شده و این اثر در تاریخ ۲۵ خرداد ۱۳۸۱ با شماره ثبت ۵۸۸۵ به‌عنوان یکی از آثار ملی ایران به ثبت رسیده است.